# Приходьки
Приходьки (укр. Прихідьки) — село,
Деймановский сельский совет,
Пирятинский район,
Полтавская область,
Украина.
Код КОАТУУ — 5323882602. Население по переписи 2001 года составляло 488 человек.

## Географическое положение
Село Приходьки находится на расстоянии в 5 км от сёл Харьковцы, Деймановка и Яцины.
По селу протекает пересыхающий ручей с запрудой.
К селу примыкает лесной массив урочище Богданова Долина.
Рядом проходит автомобильная дорога Р-60.

## История
- В 1775 году жители села Приходьки жаловались на священника Покровской церкви.
- Село указано на специальной карте Западной части России Шуберта 1826-1840 годов как Приходюн[2]
- Покровская[3] церковь этого села известна с 1732 года[4]

## Известные уроженцы
- Кость Герасименко (1907—1942) — украинский советский поэт и драматург.

## Экономика
- ЧП «Приходьковское».

## Объекты социальной сферы
- Школа.
- Клуб.